# Armageddonize
| Recensione | Giudizio |
| ---------- | -------- |
| TrueMetal  |          |

Armageddonize è il sesto album del gruppo hard rock heavy metal svedese Eclipse, pubblicato da Frontiers Records nel febbraio 2015.

## Tracce
1. I Don't Wanna Say I'm Sorry – 4:24
2. Stand On Your Feet – 3:45
3. The Storm – 3:27
4. Blood Enemies – 4:27
5. Wide Open – 3:59
6. Live Like I'm Dying – 4:49
7. Breakdown – 3:43
8. Love Bites – 3:17
9. Caught Up in the Rush – 3:15
10. One Life - My Life – 3:56
11. All Died Young – 3:09

## Armageddonize (Deluxe Edition)

### CD 1
1. I Don't Wanna Say I'm Sorry – 4:25
2. Stand on Your Feet – 3:45
3. Runaways (Album Version) – 3:07
4. The Storm – 3:27
5. Blood Enemies – 4:28
6. Wide Open – 3:58
7. Live Like I'm Dying – 4:47
8. Breakdown – 3:43
9. Love Bites – 3:16
10. Caught up in the Rush – 3:13
11. One Life My Life – 3:55
12. All Died Young – 3:10

### CD 2
1. I Don't Wanna Say I'm Sorry (Live) – 5:43
2. Stand on Your Feet (Live) – 3:47
3. Wake Me Up (Live) – 4:17
4. The Storm (Live) – 3:38
5. Battlegrounds (Live) – 5:03
6. Breakdown (Live) – 5:03
7. Wide Open (Live) – 3:58
8. Blood Enemies (Live) – 5:08
9. Ain't Dead Yet (Live) – 4:03
10. Bleed & Scream (Live) – 3:56
11. Breaking My Heart Again (Live) – 7:36
12. Come Hell or High Water (Bonus Track) – 2:56
13. Into the Fire (Bonus Track) – 3:50
14. The Storm (Acoustic) – 3:02
15. I Don't Wanna Say I'm Sorry (Acoustic) – 3:49
16. Battlegrounds (Acoustic) – 4:28

## Formazione
- Erik Mårtensson - voce, chitarra ritmica
- Magnus Henriksson - chitarra solista
- Robban Bäck - batteria
- Magnus Ulfstedt - basso